# Lac de Saint-Pardoux
Der Lac de Saint-Pardoux ist ein für den Tourismus angelegter Stausee im Département Haute-Vienne in Frankreich. Der 25 Kilometer nördlich von Limoges gelegene See ist mit einer Wasserfläche von 3,30 km² nach dem Lac de Vassivière der zweitgrößte See im Département Haute-Vienne. Er wurde 1977 durch Errichten eines Staudamms an der Couze, einem Nebenfluss der Gartempe, angelegt. Von den 330 Hektar Wasserfläche sind 192 Hektar für ruhige Wassersportarten wie Segeln, Tretbootfahren, Schwimmen und Kanufahren reserviert, 88 Hektar für Sportarten mit Motorbooten und 50 Hektaren für Angeln. Am See gibt es eine Wassersportbasis und mehrere Campingplätze.

## Einzelnachweise

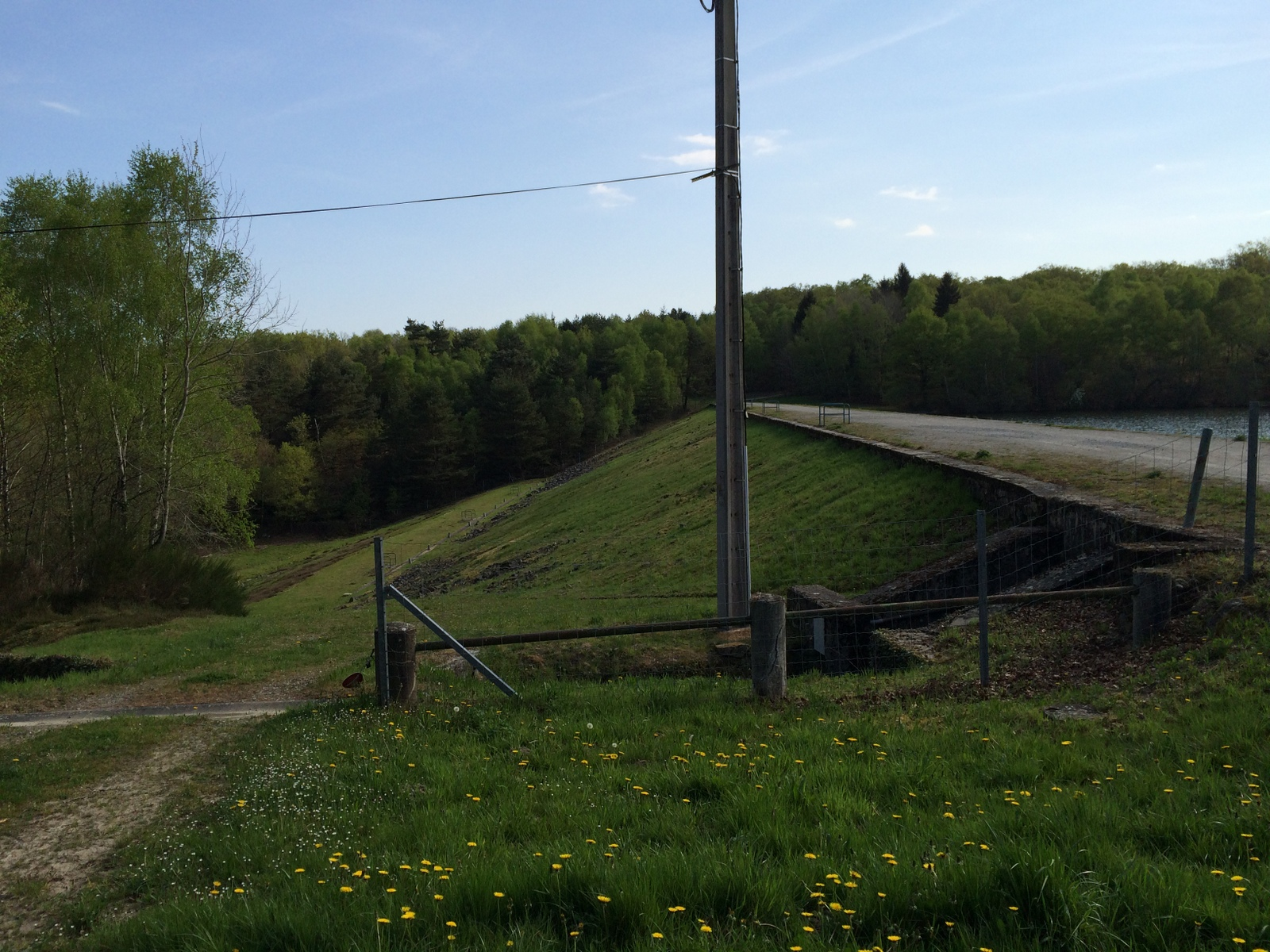
Talseitige Ansicht des Staudamms vom Lac de St-Pardoux